# Франк Ріхтер (веслувальник)
Франк Ріхтер (нім. Frank Richter, 22 вересня 1964) — німецький академічний веслувальник.
Срібний призер Олімпійських Ігор 1996 року в складі вісімки, бронзовий призер 1992 року в складі вісімки.
Чемпіон світу 1990, 1993, 1995 років у складі вісімки.